# 318青年佔領立法院行動
318青年佔領立法院事件是2014年臺灣的社會運動—太陽花學運的開端，指2014年3月18日晚上9時，反對中國國民黨單方面將《海峽兩岸服務貿易協議》宣告存查的學生所發起佔據立法院議場的行動。儘管內政部警政署隨後多次嘗試驅離佔領議場的抗議學生，但都宣告失敗。同時，來自臺灣各處的聲援學生與群眾也紛紛前往立法院附近，並且發展成為後來的太陽花學運。在數次清場過程中，警方一共逮捕了三名抗議學生，以及一名示威民眾，此外還有38名警員在推擠衝突中受傷。

## 背景
3月17日，國民黨立法委員兼任內政委員會召集人張慶忠，在委員會排案討論《海峽兩岸服務貿易協議》時，趁著國民黨與在野黨立委因無共識而推擠混亂之際，在會議室後方以預先準備的無線麥克風，逕自宣佈協議依法完成初審，並送交立法院院會存查。然而此舉引發在野台獨派政黨及許多支持台獨團體的強烈不滿，其中民進黨隨即表示不承認國民黨逕行通過協議的作品，將與公民團體研商後續行動，以及在3月21日發動抗議群眾包圍立法院。而在隔天上午，民進黨立法委員吳秉叡、蕭美琴和吳宜臻則宣佈，將會開始進行連續七十小時的絕食抗議行動。
與此同時，3月18日上午反服貿行動聯盟等團體也在立法院大門口召開記者會，批評國民黨違反了先前朝野協商所提出的《海峽兩岸服務貿易協議》逐條審查之結論。相關團體呼籲民眾在3月19日包圍立法院以表達不滿。而在晚間6時，反服貿行動聯盟、黑色島國青年陣線（黑島青）以及臺灣守護民主平臺等五十個公民團體結合抗議《海峽兩岸服務貿易協議》未經逐條審查的學生與群眾在立法院群賢樓外舉行「服貿協議粗暴闖關，守護民主之夜」。活動期間聚集了二百多名示威群眾，並藉由各界人士演講、樂團表演以及播放短片等來邀請民眾參與這次抗議活動，而包括顧立雄、柯建銘、高志鵬、吳秉叡、蕭美琴和吳宜臻等政治人物也前往現場聲援。到了晚上8時，由於聲援的民眾不斷聚集，使得警方將原本開放單線車道的濟南路全部封閉。

## 計畫

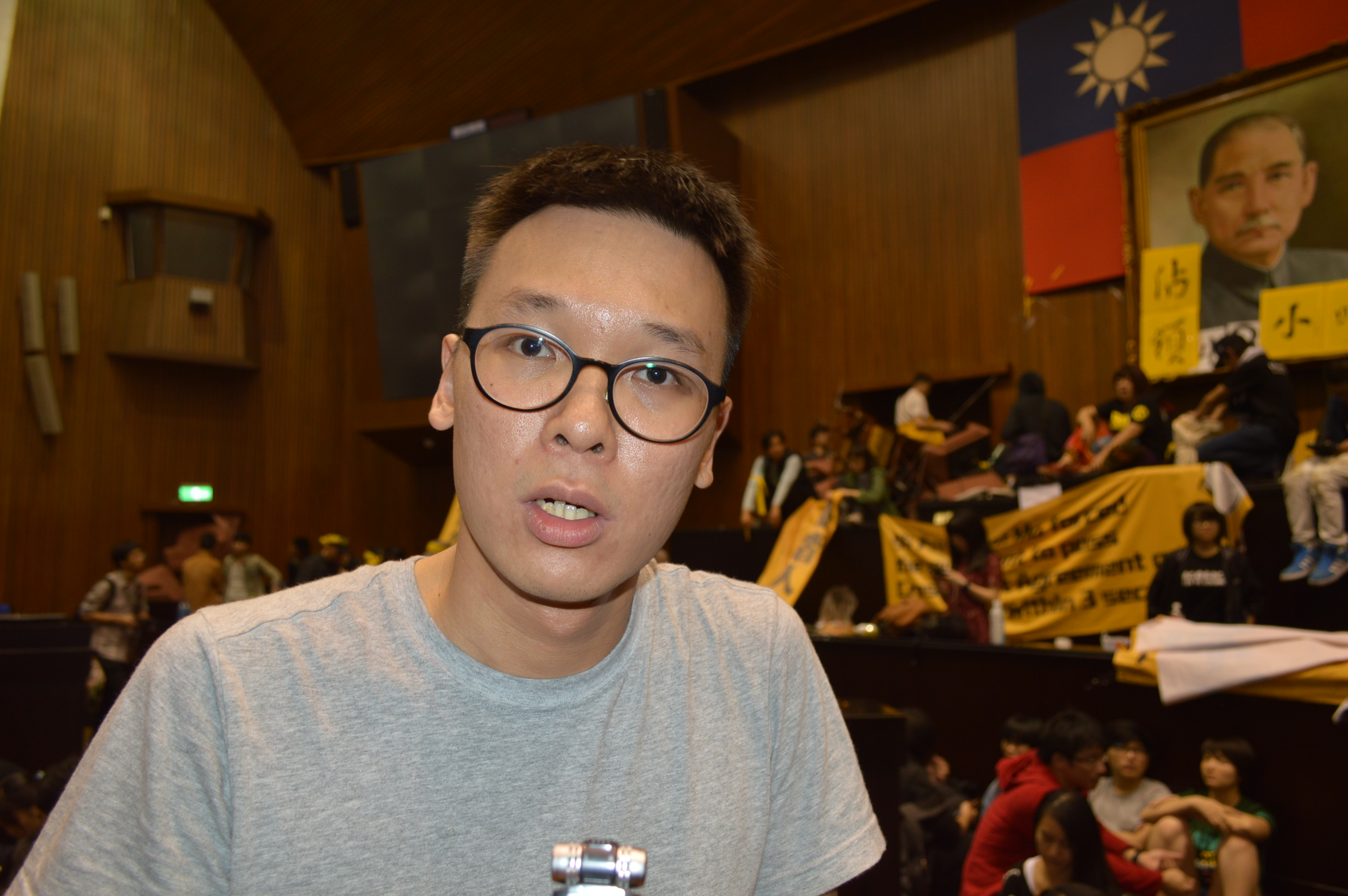
擔任第一波佔領行動總指揮的林飛帆。

3月18日下午2時，反媒體巨獸聯盟以及黑島青開始和勞工團體、環保團體等公民社團密集討論佔領立法院的行動可能性。在經過一個多小時的討論後，以黑島青為首的成員否決較難堅守的立法院議場前廣場或者議場前方之方案，並且決定在晚會結束後展開佔領立法院議場的行動。為了讓計畫順利進行，各個社團事前組成十人決策小組，同時由於先前黑島青在九月政爭時原本計畫佔領臺北府城東門的經驗，抗議學生為了避免遭到警政單位監控而採取傳統聯絡方式。之後學生們開始討論要如何從立法院大門、鎮江街側門與後方車道側門、濟南路群賢樓側門、連接天橋的鐵門以及青島東路側門攻入，經過分析後認為青島東路側門距離議場最近也較難獲得警力支援，同時行動展開前聚集參與學生也較不引人注意。
在下午4時30分確定佔領議場行動的目標後，黑島青便和各個公民團體、學生組織會商彼此的行動內容。其中決策小組決定在其他社團支援下，將佔領立法院行動分成三波同時進行，預計號召五十人在晚會結束後參與這次行動。而為了避免抗議學生在突破議場大門時使用尖銳物品傷害他人，林飛帆表示他們事先已經備妥大鎖等鈍器。之後確定參與第一波佔領議場行動的核心成員約有廿人，國立臺灣大學政治系研究所學生林飛帆擔任行動總指揮；而國立清華大學人文社會學院學生陳為廷則由於多次參與抗爭運動而已經遭到警方注目，為了避免妨礙行動進行使得決策小組將其安排在晚會舞臺以牽制警方注意力。之後決策小組為了擴增人力，要求廿名重要成員先行回到抗議現場或者所屬社團中。同時間，也尋覓可以「守密」的人士加入其行列。決策小組還草擬出撤回《海峽兩岸服務貿易協議》以及中華民國總統馬英九道歉等要求，以期佔領議場之後能夠於第一時間發表聲明。

## 佔領

### 進入立法院
晚間6時30分，原先召集人員的行動小組成員重新聚集，宣告「318青年占領立院行動」成軍，此時小組人數仍未達五十人。之後，決策小組開始為第一次參與佔領行動的人士提供教育訓練。其定調為非暴力行動，因此不能動用暴力、不得任意破壞公物以及必須依照所分配到的工作執行任務，而其中參與成員分配到的工作包括負責阻擋警力、掩護成員行動、第一時間進佔議場、防衛出入口以及調動音響、麥克風、攝影機和電腦與網際網路等設備。到了晚上7時學生開始放出情報指稱抗議群眾將要前往總統府，這使得獲得這一資訊的警方開始強化總統府周邊的防備工作。
當天晚上9時，先是有其他社團成員在立法院大門口做出攻堅假動作，9時10分抗議人群在濟南路側門與警方爆發第二波衝突。到了晚上9時15分，原本在立法院青島東路側門附近待命的五十名參與行動成員全數聚集在在立法院側門，在黑島青成員陳為廷和林飛帆領導下抗議學生開始趁著警衛反應不及攀爬圍牆進入立法院，過程中也有許多學生進行拍照或者錄影作為紀錄。之後逾二百名嘗試進入立法院議場的抗議學生和民眾與青島東路的警力在立法院側門發生推擠衝突，接著抗議學生在議場正門口前集合靜坐以表達表達反對《海峽兩岸服務貿易協議》的訴求。其中陳為廷一方面表示《海峽兩岸服務貿易協議》應該要實質且逐條審查，亦提到抗議學生將會持續堅守至3月21日以阻攔立法院召開院會。同時他也呼籲參與人士透過手機自拍、上傳至網際網路以及打卡標註所在位置的方式，來號召更多公民參與這次抗議行動。隨後數百名立法院駐衛警察築起單層人牆擋住立法院大門，而轄區警方在接獲通報後也立即到現場支援。

### 佔領議場

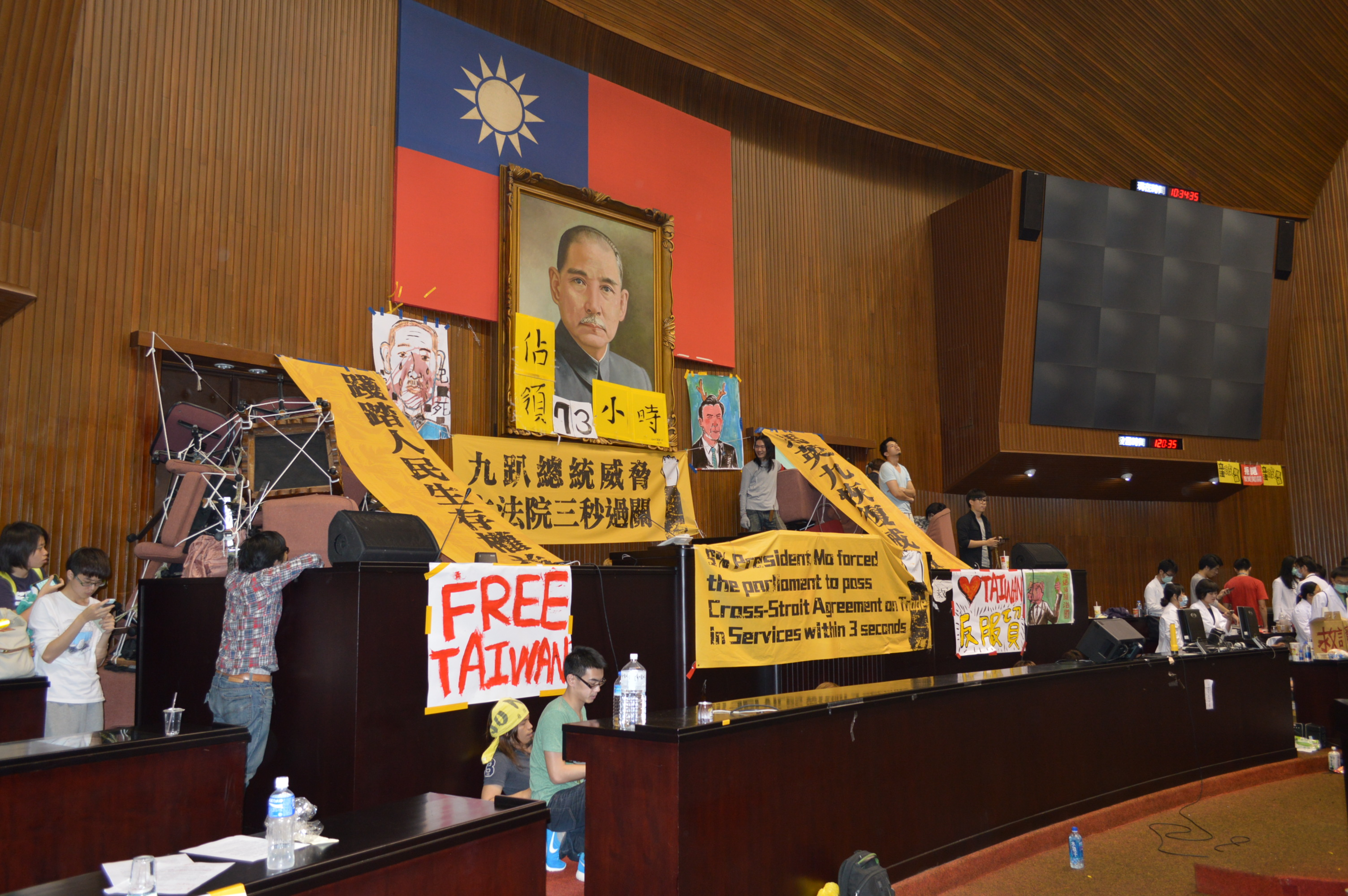
遭到佔領的立法院議場主席臺。

晚上9時30分，廿餘名學生在林飛帆領導下開始轉向僅有警力十人駐守的立法院青島東路側門，嘗試進入議場，在打破議場北側玻璃門後隨即衝入，並大門打開。之後陸續進入議場的數百名學生開始高喊「全面占領主席台，重啟談判！」、「我們是國民不是暴民」、「今天過服貿，明天拆政府」等標語，且在議場主席臺和議場2樓綁上自備的「占領63小時」、「拒絕服貿闖關」、「七成五台灣人民要求逐條審查」等抗議布條表示訴求，接著許多抗議學生也紛紛穿過警方勉強組織的單層人牆。而在過程中有學生被推倒在地、遭到踐踏而受傷，衝突也造成三名駐守警方受傷。其中保六總隊第四中隊中隊長鍾振強氣胸昏迷而進入國立臺灣大學醫學院附設醫院插管急救，另外一名警員則是撞到鐵欄杆手臂骨折而進入醫院治療。由於進佔立法院議場時並沒有照明設施，抗議群眾只能夠先以行動電話的燈光照明，同時他們必須堆疊議場內的座椅來堵住出入口。
到了晚上9時54分，議場內的學生開始要求警員離開議場，高呼「警察出去」和「把議場還給人民」等口號。9時56分，試圖把靠青島東路側門的警察推出議場的學生在與警方爆發推擠衝突，而學生也擠進了議場2樓的記者席以及旁聽席。佔領議場的學生之後發表了《318青年佔領立法院，反對黑箱服貿行動宣言》，其中主要表示擔憂草率通過後的經濟發展結果，並且要求重新實質審查《海峽兩岸服務貿易協議》。到了晚上10時20分，作為學生代表的林飛帆提出包括「我們代表人民奪回立院」、「我們歡迎在野黨朋友加入人民行動」、「我們要求馬政府、總統馬英九立刻親自到國會回應人民訴求」等三項要求，反媒體巨獸青年聯盟總召吳學展亦表示，將會佔領主席臺直到3月21日，且不讓當天的立法院院會召開。

### 後續行動

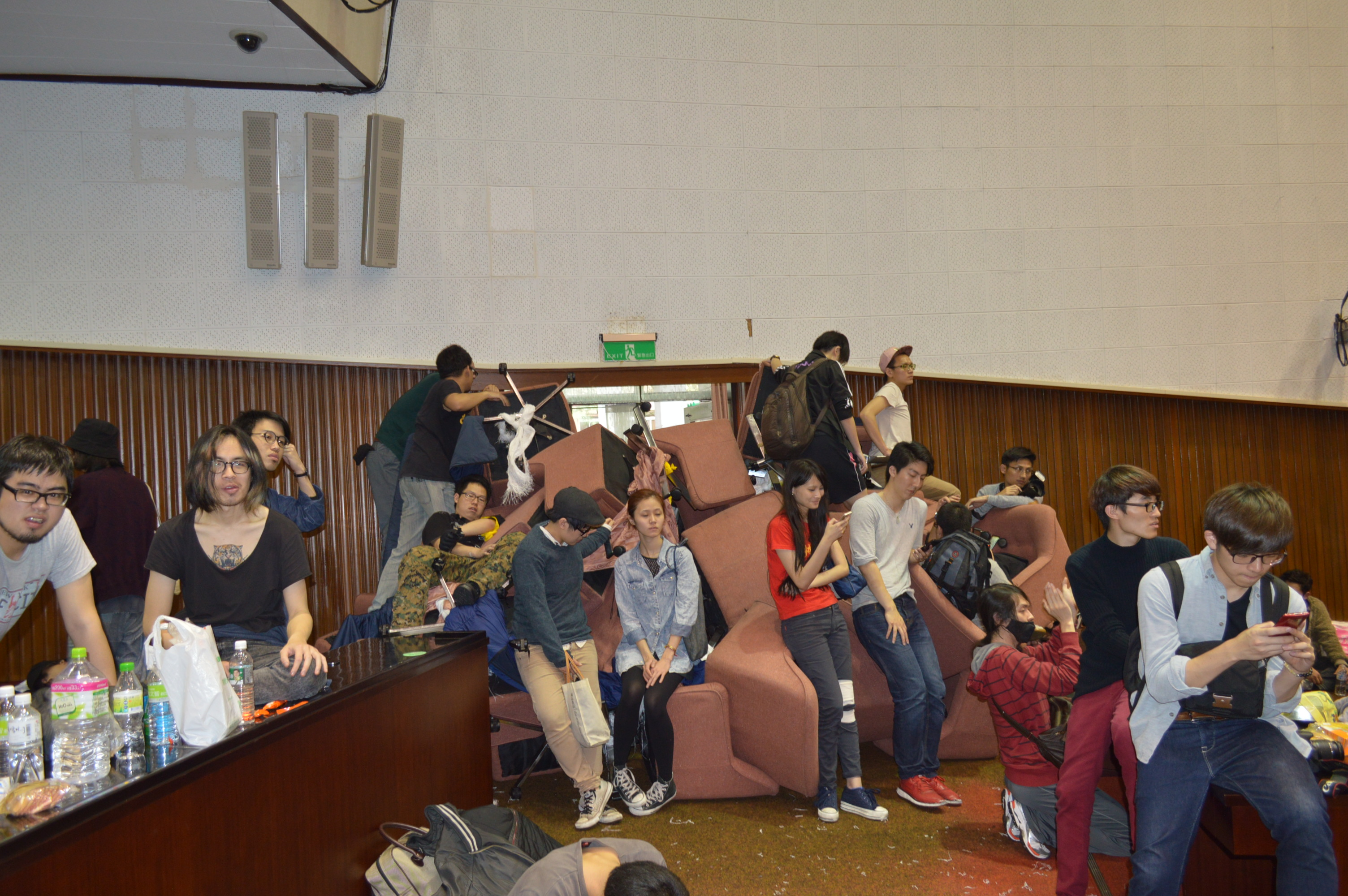
抗議學生將座椅集結起來以阻擋警方進入議場內部。

晚上9時55分，學生與警方開始爆發推擠衝突，而在晚上10時立法院內陸續開始出現從臺北市其他警局調派過來的警力。之後為了防範警方以及駐立法院警衛衝入議場，林飛帆開始將通往議場的八道門口輪流編號以方便現場確認方位；而數十名學生也開始用立法委員的座椅擋住出入口，派駐廿名學生盯睄，以及呼籲場內學生不要隨意出入，學生還移動沙發阻擋議場大門，以及拆下陳水扁就任時的肖像來擋住樓梯通道。不過也有學生藉機拉開立法委員座位抽屜，或是隨意翻閱其中物件，對此林飛帆則以擴音器呼籲學生不要破壞議場內設施。而在和警方協調後，抗議學生獲得可以向立法院議場的學生遞送各種物資、食物以及睡袋的允許。所遞送的疑似汽油彈的爆裂物，則由學生糾察隊退回。
自晚上10時開始學生便透過Ustream讓其他人士得以瞭解議場狀況，在YouTube上也有由社會運動團體所提供的「反服貿之夜」直播網站，而網際網路上也有大量宣傳與鼓舞留言開始出現。到了晚上10時20分時，抗議學生和民眾把立法院院長王金平的椅子搬到主席臺前，之後黑島青成員便以會議主席身分宣布《海峽兩岸服務貿易協議》「審查會議」開始，此舉引起現場歡呼。10時30分，警方在第一波攻堅中嘗試從議場側門或者從主席臺後門驅離抗議學生；但是隨即遭到抗議學生的激烈抵抗而爆發推擠衝突，之後因為不敵學生的人數優勢而使得雙方開始處於對峙狀態。
11時左右，有民眾站上主席臺上帶領全場拍手歌唱張雨生的歌曲《沒有煙抽的日子》以及林強的歌曲《向前走》，此外還有人打非洲鼓助陣或者是就地組成「318樂團」演出而使得議場內部的抗議群眾情緒都高漲。同時也有卅餘名熱心醫療人員主動前往議場設立臨時救護站，以提供場內抗議學生醫療服務，他們也開始在網際網路上呼籲更多醫療人員加入行動。臺大醫院創傷部主任柯文哲也到議場內的醫務站關心現場的便當水準。

## 回應

### 聲援行動

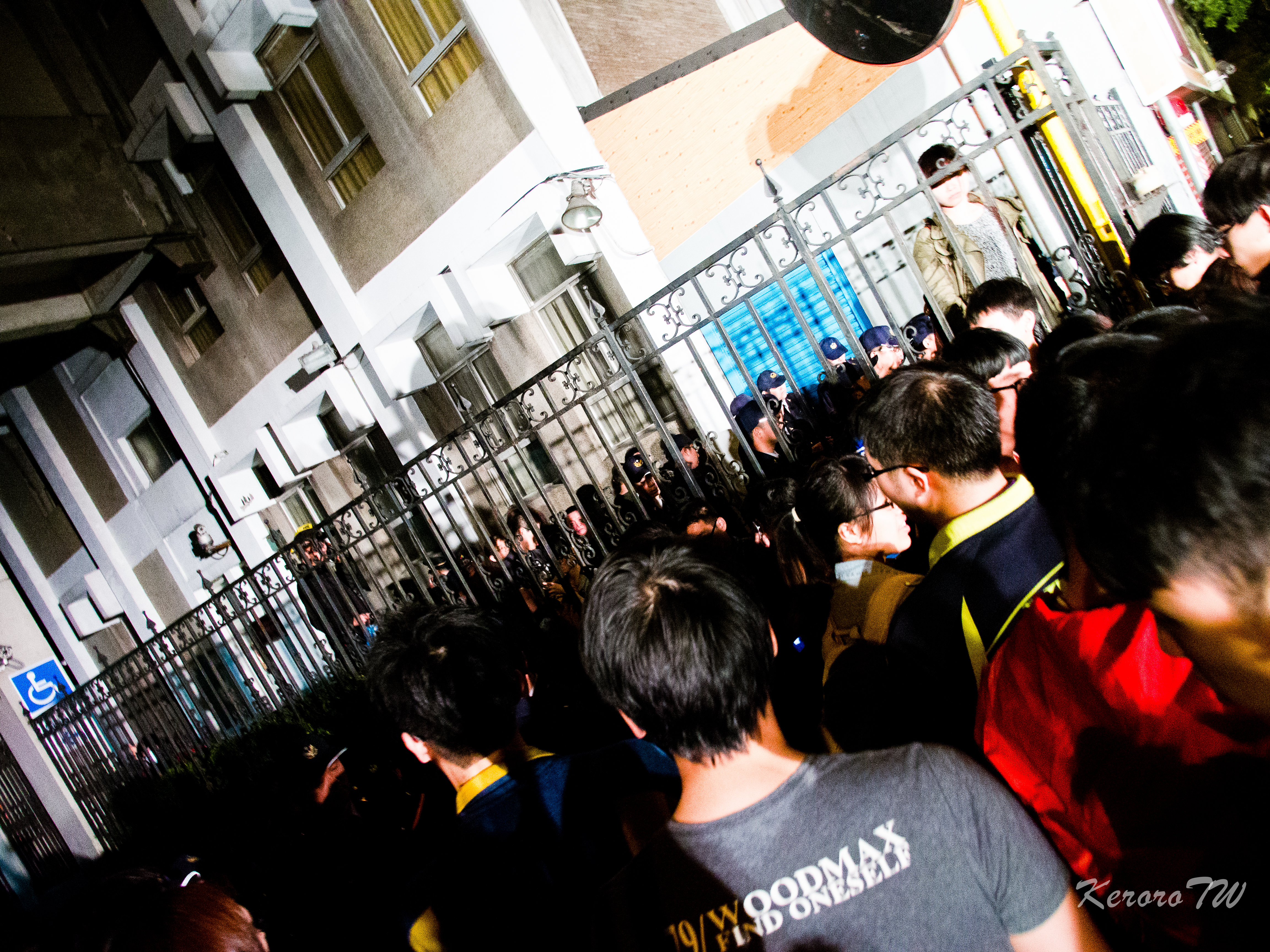
在立法院外牆的聲援民眾。

不少民眾在透過網際網路與新聞媒體得知抗議學生已經佔領立法院議場後紛紛趕往立法院外聲援，包括立法院正門口、立法院群賢樓側門外以及青島東路上都有大批群眾聚集，而部分藝文界人士也前往立法院現場聲援抗議學生，之後活動支援單位在群賢樓外以及青島東路上架設舞臺。到了3月19日凌晨，曾經拍攝《不能戳的秘密》的導演李惠仁和八名學生正準備進入議場拍攝段宜康等立法委員阻擋大門等狀況時，因為不理會警方禁止拍攝影像而被以妨害公務罪嫌逮捕，其攝影器材也因為這起騷動而遭到毀損。
而凌晨1時，由於警方派遣手持盾牌的員警嘗試隔離立法院鐵門而使得雙方在青島東路發生衝突，而在警方和抗議群眾也在鎮江街發生推擠，之後抗議群眾則原地靜坐以表達訴求。
凌晨4時，聚集在立法院青島東路位置的民眾開始與警方發生推擠衝突，之後抗議群眾衝破警方防線，利用梯子爬上2樓露台進入立法院。到了凌晨5時兩名在立法院廣場的抗議群眾將中山南路口大門上的「立法院」匾額拆除，並且將其與「中國黨」和「賣台院」兩幅布條一同置於廣場上，之後因為被部分抗議群眾踐踏而損壞。

### 處置討論
在佔領議場事件發生後，立法院秘書長林錫山、立法院副秘書長周萬來等立法院高層人士於晚間緊急開會研商。在晚上10時，內政部部長陳威仁與立法院秘書長林錫山通話，表示會嘗試處理之。與此同時，內政部警政署也緊急透過內政部與行政院進行溝通，請求立法院院長王金平同意警察進入立法院議場恢復秩序。而警方則是在負責該轄區的臺北市政府警察局中正第一分局進行統一指揮，並且緊急派遣臺北市政府警察局、新北市政府警察局以及保安警察一共數千名警力前往現場戒備。
到了晚間11時，行政院院長江宜樺致電立法院院長王金平，解釋了內政部警政署的處理方向，而警方也在鎮江街沿著立法院牆邊拉起蛇籠鐵絲網以避免民眾再度闖入。當晚，王金平表示國會的尊嚴必須捍衛，不容許脫序行為，並且表示希望能夠在「不傷害學生」為前提的情況下於當天晚上柔性抬離議場上的抗議群眾。總統府發言人李佳霏則表示立法院是中華民國的國會，因此希望各界能夠以理性、溫和的方式表達意見，而基於國會自治的原則總統府相信立法院會有妥善處理。

### 在野黨反應

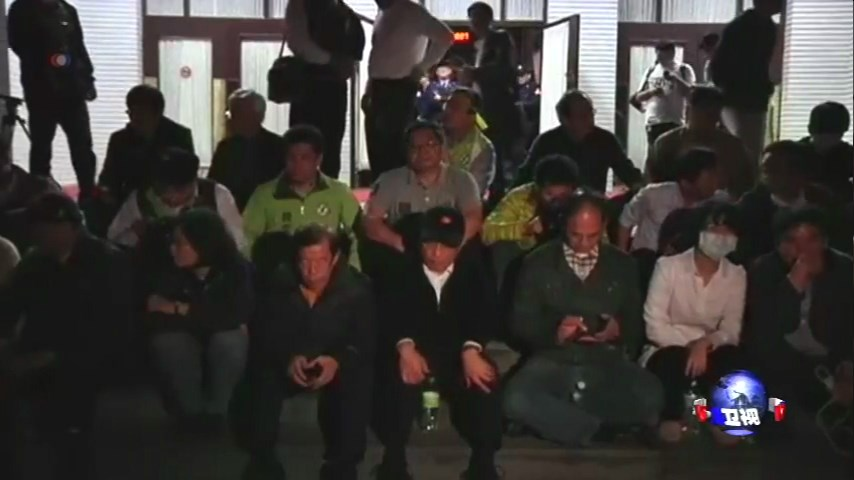
在立法院議場外靜坐的民進黨成員。

3月18日晚間11時30分，民進黨主席蘇貞昌立法院側門進入議場外圍後探視學生，之後向待在立法院的民進黨黨團總召柯建銘詢問瞭解狀況。而前行政院院長謝長廷也在同一時間前往立法院，並且進到立法院旁聽席上關心現場狀況。前民進黨主席蔡英文則是凌晨0時10分左右現身議場2樓，獲得場內許多學生的歡迎；之後她批評國民黨迴避《海峽兩岸服務貿易協議》的實質審查，並請求民眾支持學生的抗爭行動。凌晨1時20分左右，包括蘇貞昌、謝長廷、蔡英文、游錫堃、柯建銘、黃昆輝以及柯文哲等人在議場外台階上靜坐，藉此聲援。而在民進黨籍立法委員出面協調下，警方同意讓飲水、食物、睡袋等物資進入立法院議場內。
而3月19日凌晨4時8分，柯建銘致電立法院院長王金平要求警方不要對學生動手，並呼籲王金平轉告馬英九出面解決這次問題。之後民進黨高層還針對是否要協助學生而召開緊急會議，而除了柯建銘外絕大部人士都支持介入學生抗爭運動，但是應該要嚴格限制支持者的言行舉止。民進黨還於立法院召開記者會，號召民進黨籍市縣議員輪流參加保衛立法院行動，藉此來聲援佔領立法院議場的抗議學生。而為了表示尊重學生的自主性和主導性，將只會發動北北基宜地區支持者包圍立法院院區外，並成立指揮中心支援學生的後勤、補給、行動與政治談判。清晨5時，蔡英文、謝長廷和蘇貞昌相繼離開立法院議場。

## 驅離

### 第一次清場

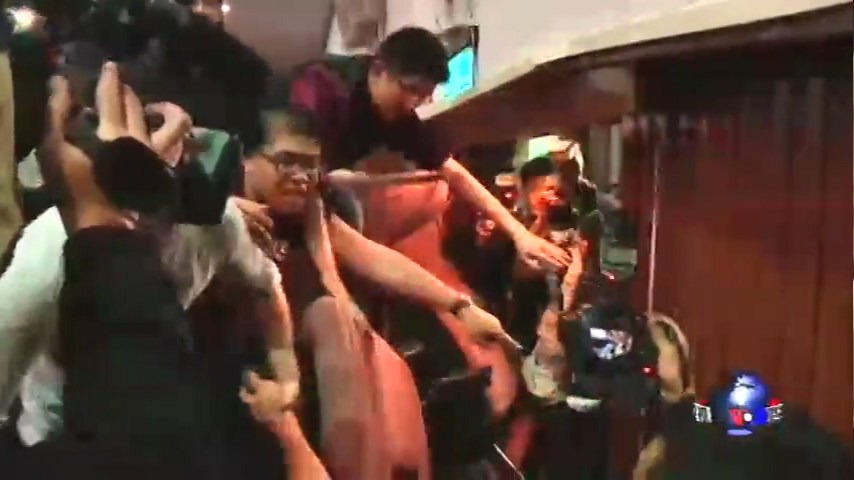
學生正在嘗試阻擋警方的進入。

凌晨2時，警方開始針對議場正門門口排除障礙物，採取四人包圍一人的方式驅離落單的示威民眾或者抗議學生。對此佔領行動領導人以及糾察幹部在開會後決定預備演練在警方攻堅時的狀況以及因應措施，其中一旦警方進入議場時，抗議學生將聚集至中間互相牽手靜坐。到了凌晨3時，已經調集五百多名警力的警方從立法院議場的側門開始要求學生於十分鐘後撤離。凌晨3時30分，大批警力已經在鎮江街集結，準備進行攻堅。凌晨3時37分警方分別嘗試議場內的三個入口發動攻堅行動，而主席臺後方的門口則因為有民進黨籍立法委員吳宜臻、李應元、葉宜津、趙天麟、管碧玲、尤美女、田秋堇、林淑芬和姚文智等人阻擋而放棄攻堅。
3時45分，有部分警力成功從議場三號門口以及六號門口進入議場，對此舉動入口附近之學生則努力阻擋警方進入議場，而其餘學生則靜坐呼喊「警察後退」。僵持近十分鐘後，民眾手牽手組成通道，將警察送出議場。3時53分，由於遲遲無法突破學生的隊伍，在以避免傷害學生為前提的情況下，警方暫停了攻堅行動。同一時間，警方也嘗試驅離集結在青島東路上的學生，但反而促使得更多示威群眾聚集、突破青島東路側邊鐵門而進入立法院院區。而在推擠過程中一名學生因為身體不適而使得一旁抗議民眾打算呼叫救護車將其送醫，但是這名學生狀況好轉後選擇繼續留在現場。

### 第二次清場
5時23分，警方再度計畫從議場側門實施清場任務，但是仍然因為學生人數優勢以及民進黨籍立法委員段宜康介入，而在僵持二十分鐘後放棄行動。與此同時在議場外部，警方也開始調動鎮暴部隊集結以準備下一波清場行動。

### 第三次清場
6時5分，警方發動第三波攻堅行動，在議場入口處逐一將人帶出，但是在台灣團結聯盟籍立法委員周倪安等人於門口阻撓下沒有成功。最後到了3月19日上午，警方繼續維持只允許議場內的抗議學生外出以及封鎖立法院出入口的方針，同時從臺灣各地調派鎮暴警察前往支援。

## 各方評論
有媒體宣稱抗議學生佔領立法院議場後陸陸續續破壞玻璃門、七至八成的立法委員座椅、麥克風、布幕、投票計數器、議事人員席電腦以及議場機房的設備與線路，整體估計損失不低於新臺幣1億元，且需花費一個月才能夠修復。而對於抗議學生破壞立法院議場設備所造成的損失，導演柯一正在進入議場內聲援學生時便提議應該要由全部民眾共同負擔。不過在4月18日時，立法院院長王金平則公開表示經過結算後總修繕費為285萬元，費用確定由中華民國全國工業總會理事長許勝雄代償，但是最後學運團體婉拒並運用募款來的款項支付，同時立法院也不會對抗議學生提告。